# 1104
1104 (MCIV) fue un año bisiesto comenzado en viernes del calendario juliano.

## Acontecimientos
- Erupción del volcán Hekla, en Islandia.
- Alfonso I de Aragón se convierte rey de Aragón y Navarra.
- Balduino I de Jerusalén captura Acre.

## Nacimientos
- Fujiwara no Kiyosuke, noble y poeta japonés.

## Fallecimientos
- 28 de septiembre: Pedro I de Aragón.
- Duqaq, gobernante selyúcida de Damasco.